# Жилая единица
Марсельская жилая единица (фр. Unité d'Habitation) — семнадцатиэтажный жилой комплекс архитектора Ле Корбюзье из 337 квартир 23 типов в Марселе, расположенный на бульваре Мишле. Строился с 1945 по 1952 год. Здание поднято на мощных опорах.

## Типы квартир
В здании всего 23 типа квартир: для холостяков, мало- и многосемейных и других.
Для каждого жилого блока была выбрана своя цветовая палитра: стены и конструктивные элементы окрашены в яркие оттенки, такие как желтый, красный и синий, что создает резкий контраст с окружающей средой и придает жилым помещениям жизненную силу и энергию. Кроме того, Ле Корбюзье использовал цвета разной степени насыщенности и яркости, чтобы подчеркнуть архитектурные элементы и выделить визуальную иерархию внутри здания. Ле Корбюзье полагал, что цвет играет важную роль в вызывании эмоций и создании пространственных иллюзий, теория цвета Ле Корбюзье была описана в его книге «PolyChromie Architecturale» («Полихромная архитектура»), опубликованной в 1931 году. В ней он представил свою концепцию и тщательно подобранную палитру 43 цветов, предназначенных для использования в конкретных архитектурных контекстах.

## Устройство этажей и коридоров
В доме расположено пять коридоров — «внутренних улиц». Средняя «улица» — торговая, связывает квартиры с учреждениями торговли и обслуживания. Сами квартиры располагаются в два уровня в коридоре.

## Влияние
Проект был экспериментом Ле Корбюзье с серией идей в областях стандартизации и методов строительства.
В сердце проекта находится концепция: свободная постановка в пространстве многоэтажных зданий.
Проект стал опытом организации образа жизни средствами архитектуры. Архитектура задавала соотношение индивидуального и коллективного.
Марсельский дом стал прототипом для «жилых единиц» Ле Корбюзье в Нант-Резе (фр.), Берлине, Брие-ан-Форе и Фирмини.
Проект оказал влияние на множество построек по всему миру.
Российский академик архитектуры И. Г. Лежава, не раз посетивший жилую единицу, сформировал её архитектурный анализ в статье о творчестве Ле Корбюзье:
Это не просто дом. Пространственных впечатлений может хватить на целый город.
Часами я не мог покинуть здание, телесно ощущая скульптуры его пространств. Это был удивительный учебник «реальной» архитектуры.